# العبرين (السبرة)

تعديل مصدري - تعديل

العبرين محلة تابعة لقرية تربة الازهور، التابعة لعزلة الازهور بمديرية السبرة إحدى مديريات محافظة إب في الجمهورية اليمنية، بلغ تعداد سكانها 31 حسب تعداد اليمن لعام 2004.